# Yevhen Petrouchevytch
Yevhen Petrouchevytch (en ukrainien : Євген Омелянович Петрушевич), né le 3 juin 1863 à Bousk en Galicie autrichienne et mort le 29 août 1940 à Berlin, est un avocat et homme politique ukrainien, président de l'éphémère République populaire d'Ukraine occidentale.

## Biographie

### Débuts politiques
Yevhen Petrouchevytch fit des études de droit et fut président de la Fraternité académique à l'université de Lviv. Il dirigea plusieurs groupes associatifs locaux. Membre de l'exécutif du Parti démocratique national, Yevhen Petrouchevytch fut élu au parlement autrichien de 1907 à 1911 et à la Diète de la Galicie de 1910 à 1913. Il servit de vice-président à la représentation parlementaire ukrainienne à Vienne de 1910 à 1916 et fut vice-président de la Diète de Galicie de 1910 à 1914.
Yevhen Petrouchevytch rejeta tout compromis avec le gouvernement autrichien et mena une lutte déterminée dans ces deux assemblées pour obtenir des droits pour la population ukrainienne. Il joua un rôle particulier en 1913 pour obtenir, à la Diète de Galicie, des réformes électorales permettant aux Ukrainiens d'être mieux représentés. Après être devenu vice-président du Conseil général d'Ukraine en 1915, Yevhen Petrouchevytch en démissionna, considérant ce dernier comme trop naïf vis-à-vis des perspectives que pouvait offrir le gouvernement autrichien.
À la fin de l'année 1916, Yevhen Petrouchevytch fut élu président de la représentation parlementaire ukrainienne au sein du parlement autrichien et fut reconnu comme le premier homme politique ukrainien de son époque. Avec un certain nombre d'autres dirigeants, il proposa de transformer l'Autriche-Hongrie en une fédération d'états nationaux, dont l'un aurait été ukrainien.

### Naissance de la ZUNR
Tandis que l'Empire Austro-hongrois s'effondrait, Yevhen Petrouchevytch convoqua une assemblée constituante ukrainienne à Lviv pour décider de l'avenir de ce territoire. Lors de sa première session, le 18 octobre 1918, l'assemblée se nomma elle-même Rada ukrainienne nationale et choisit Yevhen Petrouchevytch comme président. On proclama alors l'indépendance de l'état ukrainien. Yevhen Petrouchevytch fut réélu président de la Rada le 3 janvier 1919 à Ivano-Frankivsk et prouva sa capacité à gouverner.
Après la fusion de la République populaire d'Ukraine occidentale avec la République populaire ukrainienne en janvier 1919, Yevhen Petrouchevych devint le sixième membre du Directoire de la République populaire ukrainienne.
La Rada ukrainienne nationale et le secrétariat d'État de la République populaire d'Ukraine occidentale reconnurent que les revers militaires d'une part et politiques d'autre part ne leur permettaient plus de gouverner, et le 9 juin, ils transférèrent leurs compétences à Yevhen Petrouchevytch qu'ils désignèrent comme dictateur. Durant son régime, une offensive militaire fut menée à Tchortkiv et l'Armée ukrainienne de Galicie (l'UHA) traversa la rivière Zbroutch. Puis, combinée aux forces de l'Armée de la République populaire ukrainienne, l'UHA participa à la libération de Kiev.
Les divergences de positions entre Simon Petlioura et Yevhen Petrouchevytch concernant les politiques intérieure et étrangère s'amplifièrent au cours de leur séjour à Kamianets-Podilskyï  et conduisit finalement à une rupture politique en novembre 1919. Yevhen Petrouchevytch quitta l'Ukraine et poursuivit la lutte pour l'indépendance de la ZUNR à l'étranger par des moyens diplomatiques.

### Exil
Le 25 juillet 1920 Yevhen Petrouchevytch forma un gouvernement en exil à Vienne et fit pression pour obtenir la reconnaissance internationale de la République populaire d'Ukraine occidentale. Ayant acquis quelque soutien, il rejeta les propositions polonaises qui assuraient pourtant un certain degré d'autonomie en échange de la reconnaissance de la souveraineté polonaise sur la Galicie.
Sa campagne s'effondra en mars 1923, lorsque la Conférence des ambassadeurs reconnut la Galicie comme une partie du nouvel État polonais. Yevhen Petrouchevytch depuis Berlin, chercha un soutien soviétique à ses aspirations. Mais cette tactique fut infructueuse et le soutien dont il bénéficiait disparut.